# Lecithocera pelomorpha
Lecithocera pelomorpha – gatunek motyli z rodziny Lecithoceridae i podrodziny Lecithocerinae.
Gatunek ten opisany został w 1931 roku przez Edwarda Meyricka, który jako miejsce typowe wskazał Kwanshien.
Przednie skrzydła o rozpiętości od 18 do 21 mm, poszerzone ku wierzchołkowi, żółtawobrązowe, żyłka R3 zlana jest na nich z R4+5. Tylne skrzydła szare. Samce mają genitalia z walwą o części dystalnej szerokiej i krótszej niż nasadowa oraz wierzchołku zaokrąglonym.
Gatunek znany z Syczuanu, Junnanu, Hunanu i Zhejiangu w Chinach oraz z Tajwanu.